# Vachoniolus
Genre
Vachoniolus est un genre de scorpions de la famille des Buthidae.

## Distribution
Les espèces de ce genre se rencontrent au Moyen-Orient,.

## Liste des espèces
Selon The Scorpion Files (01/04/2021) :
- Vachoniolus batinahensis Lowe, 2010
- Vachoniolus gallagheri Lowe, 2010
- Vachoniolus globimanus Levy, Amitai & Shulov, 1973
- Vachoniolus iranus Navidpour, Kovařík, Soleglad & Fet, 2008

## Étymologie
Ce genre est nommé en l'honneur de Max Vachon.

## Publication originale
- Levy, Amitai & Shulov, 1973 : « New scorpions from Israël, Jordan and Arabia. » Zoological Journal of the Linnaean Society, vol. 52, no 2, p. 113–140.